# إرنست شهيد
إرنست شهيد (بالإنجليزية: Ernest Shahid)‏ هو شخصية أعمال أمريكي، ولد في 12 أغسطس 1921، وتوفي في 31 ديسمبر 2008.